# Розовое масло
Ро́зовое ма́сло, или Аттар (англ. oil of rose, otto of rose, лат. oleum rosae; гюль-яг) — эфирное масло шиповника (розы).
Розовое масло получают преимущественно паровой перегонкой лепестков различных видов шиповника: шиповника дамасского (Rosa damascena Mill.), шиповника вечнозелёного (Rosa sempervirens), шиповника мускусного (Rosa moschata), шиповника столистного (Rosa centifolia L.) и других, выращиваемых в Европе, Азии и Африке. Другой способ получения розового эфирного масла — экстракционный — нашёл ограниченное применение. Наибольшая часть экстракционного масла выпускалась в Союзе ССР (Крым, комбинат Крымская Роза, Молдавия). Из 1 650 литров масла розы, ежегодно производимых в мире, 850 литров производится в Болгарии (данные 2018 года).

## История

### Производство
Прежде розовое масло (аттар) добывалось в Персии, откуда производство его распространилось в Индию, Аравию, Египет и наконец в Европу. На конец XIX столетия одним из центров добычи розового масла служила Болгария. Самым ценным для парфюмерии считалось розовое масло, получаемое методом гидродистилляции из так называемой «казанлыкской розы». Казанлыкская роза принадлежит к виду Rosa damascenа Mill. Другим видом, используемым в Болгарии в гораздо меньшем масштабе, являлась белая роза Rosa alba L. Для производства масла розы обыкновенно срывались немедленно после распускания, до восхода солнца, ибо в это время они содержат наибольшее количество эфирного масла, и непосредственно за сбором поступают в перегонные кубы, так как при лежании частью теряют свой аромат, частью подвергаются брожению; кроме того, по возможности удаляют все зелёные части растения.

## Свойства
Германское розовое масло светло-зеленоватого цвета. Болгарское масло представляет собой густую прозрачную жидкость желтого или зеленовато-желтого цвета. Розовое масло при обыкновенной температуре имеет консистенцию коровьего масла; болгарское розовое масло застывает при 17—20 °C, французское — при 23—29 °C, германское — при 27 °C. Удельный вес при 20 °C 0,855—0,865; вращает влево на 2,7—3,5°. Розовое масло обладает резким, неприятным запахом и только при сильном разбавлении получается нежное благоухание; вкус — сладковато-горький и только благодаря ничтожным количествам не заметен в напитках и конфетах; 95° спирт растворяет 0,75 % розового масла при 14 °C и 3,3 % при 22 °C; растворимость увеличивается с повышением температуры. Болгарское розовое масло обладает антисептическими свойствами.

### Состав эфирного масла
Розовое масло состоит из двух частей: жидкого пахучего элеоптена и твёрдого без запаха стеароптена, растворённого в элеоптене. При обыкновенной температуре часть стеароптена выделяется из раствора, и розовое масло приобретает вид твёрдого жира. Выжимая твёрдое розовое масло между пропускной бумагой, можно отделить элеоптен от стеароптена; лучше же всего для разделения воспользоваться различной растворимостью составных частей розового масла в водном спирте: на 1 весовую часть розового масла берётся 5 весовых частей 75%-ного спирта, смесь при постоянном взбалтывании подогревается до 70—80°, затем охлаждается до 0° и фильтруется; при этом элеоптен переходит в раствор, а стеароптен получается в остатке; последний ещё раз промывается холодным спиртом, который после фильтрования соединяется с первоначальным фильтратом; раствор элеоптена выпаривается при обыкновенной температуре в безвоздушном пространстве, и таким образом получается чистый элеоптен, который собственно и составляет пахучую часть розового масла, или так называемое «очищенное, жидкое розовое масло»; последнее описанным способом готовилось в больших количествах на лейпцигской фабрике Шиммель и К° и стоило около 400 руб. за фунт. Элеоптен розового масла изомерен с борнеолом C10H18О, кипит при 229 °C; встречается в гераневом масле, откуда его название «гераниол». Кроме гераниола в элеоптене розового масла находится около 5 % особого вещества, обладающего своеобразным медовым запахом; сочетаясь с запахом гераниола, аромат этого вещества и сообщает розовому маслу тот оттенок тонкого благоухания, которым оно отличается от гераневого масла и который обуславливает такую громадную разницу в цене между ними (1 фунт гераневого масла стоил 15 руб.). По В. Марковникову и А. Реформатскому («Исследование болгарского розового масла»), главную часть элеоптена болгарского розового масла составляет первичный алкоголь — розеол — C10H20О, удельный вес 20°/20° = 0,8785, кипящий при 224,7° и вращающий влево на —3°44' (25 °C); уксусный эфир его кипит, не разлагаясь, при 237—238°. По Бертраму и Гильдемейстеру, главной составной частью элеоптена немецкого розового масла является гераниол, удельный вес 15°/15° = 0,8801—0,8834, с температурой кипения 229—230°, уксусный эфир его кипит при 242—245°, с выделением уксусной кислоты, вращает влево на —0°42' (15 °C). Стеароптен розового масла представляет белое кристаллическое вещество состава C20H42; получается в чистом состоянии многократным растворением в хлороформе и осаждением раствора слабым спиртом. Чистый стеароптен плавится при 32,5—35,5°; кипит при 275°; при действии хромовой кислоты развивает запах акролеина; дымящая азотная кислота при продолжительном действии образует масляную, щавелевую и янтарную кислоты; спиртовое едкое кали не действует на стеароптен, чем пользуются для открытия спермацета, которым часто фальсифицируют розовое масло: спермацет образует с едким кали мыло. По Бауру, легко превратить элеоптен розового масла в стеароптен, смешивая спиртовой раствор элеоптена с цинком и спиртовым раствором крепкой соляной кислоты: полученный таким способом искусственный стеароптен совершенно подобен по своим свойствам естественному. Количество стеароптена в розовом масле варьирует от 15—35 %; в болгарском розовом масле его меньше, чем в немецком, откуда и разница в точках плавления розового масла различного происхождения; фракционированной кристаллизацией его можно разделить на две части: одна плавится при 22°, другая при 40 °, следовательно, стеароптен состоит по крайней мере из двух различных углеводородов.

## Качество эфирного масла и подделки

### Фальсификация розового эфирного масла (фрагмент поЭСБЕ)
Вследствие высокой ценности, подделка розового масла была распространена настолько сильно, что в торговле почти не имелось чистого Р. масла. Чаще всего Р. масло подделывали гераневым маслом, маслом розового и санталового дерева, спермацетом или парафином, из которых первые три очень часто сами по себе фальсифицируются, вследствие чего распознавание подмесей к Р. маслу становится крайне затруднительным, особенно количественное определение их. Гуибур рекомендует испытывать Р. масло тремя способами: 1) действием паров йода под стеклянным колоколом, причём Р. масло остаётся без изменения; гераневое масло и масло розового дерева более или менее буреют; 2) действием азотистой кислоты — гераневое масло принимает яблочно-зелёный цвет, P. масло и масло розового дерева — тёмно-жёлтый цвет, причём Р. масло изменяется раньше; 3) действием серной кислоты, причём Р. масло сохраняет свой запах, а гераневое масло издаёт резкий, противный запах. Гагер предложил способ испытания, основанный на растворимости в спирте смолообразной массы, получающейся при действии крепкой серной кислоты на испытуемое масло: 5 капель масла смешивают в пробирке с 25 каплями H2SO4; смесь растворяют в 10 куб. см 90° спирта; при чистом Р. масле буроватый раствор при кипячении и охлаждении остаётся прозрачным, в присутствии же гераневого масла раствор при охлаждении сильно мутится. Подмесь спермацета и парафина открывается или обмыливанием Р. масла, или же по характеру застывания: при спермацете и парафине кристаллизация начинается снизу, так как оба эти вещества тяжелее стеароптена Р. масла и застывание происходит при температуре выше 35 °C. Кроме того, спермацет легко открывается тем, что оставляет жирное пятно на бумаге, между тем как стеароптен Р. масла улетучивается без остатка. Подделка Р. масла гераневым маслом настолько распространилась в Болгарии, что там начали фальсифицировать Р. масло во время самого его производства, а именно обливали розы гераневым маслом перед перегонкой и получали продукт, по запаху тождественный с чистым Р. маслом, так что болгарское правительство в 1888 г. запретило ввоз к себе гераневого масла из боязни потерять заграничные рынки.

### Качество розового масла
- Качество розового масла определяют по соответствию его национальным или международным стандартам. Однако существенную роль в оценке качества эфирного масла играют парфюмерные традиции, степень соответствия одному из общепризнанных эталонов — гидродистилляционному болгарскому розовому маслу.

## Применение
Розовое масло в прошлом имело обширное применение в кондитерском производстве (конфеты, напитки и пр.) и в фармацевтике (мази, пластыри, капли и др.). По сей день розовое масло активно используется в косметике и парфюмерии при изготовлении помад, духов, розовых эссенций и т. д. Нота розы может служить как основным, так дополнительным компонентом парфюма.

## Масло розового дерева (Фрагмент по ЭСБЕ)
Масло розового дерева (Rosenholzöl) имеет запах, напоминающий розу. Его получают перегонкой с водяным паром дерева и корней Convolvulus scoparius, растущего на Канарских островах. Древесина содержит около 3% эфирного масла, на рубеже XIX — XX веков оно иногда служило для подделки розового масла. Масло, по Гладстону, содержит 4/5 по весу терпена C10H16, кипящего при 249°.